# Seiko Okamoto
Pour les articles homonymes, voir Okamoto.
Ne pas confondre avec Kumiko Okamoto, également joueuse de tennis.
 (mai 2025).
Si vous disposez d'ouvrages ou d'articles de référence ou si vous connaissez des sites web de qualité traitant du thème abordé ici, merci de compléter l'article en donnant les références utiles à sa vérifiabilité et en les liant à la section « Notes et références ».
Seiko Okamoto (岡本 聖子, Okamoto Seiko), née le 14 mars 1978, est une joueuse de tennis japonaise, professionnelle de 1996 à 2007. 
Elle a gagné un tournoi WTA en double au cours de sa carrière.

## Palmarès

### Titre en double dames
| No | Date       | Nom et lieu du tournoi        | Catégorie | Dotation  | Surface    | Partenaire     | Finalistes                 | Score         |          |
| -- | ---------- | ----------------------------- | --------- | --------- | ---------- | -------------- | -------------------------- | ------------- | -------- |
| 1  | 12/01/2004 | Moorilla International Hobart | Tier V    | 110 000 $ | Dur (ext.) | Shinobu Asagoe | Els Callens Barbara Schett | 2-6, 6-4, 6-3 | Parcours |

### Finale en double dames
Aucune

## Parcours en Grand Chelem

### En simple
N'a jamais participé à un tableau final.

### En double dames
| Année | Open d'Australie             | Open d'Australie         | Internationaux de France | Internationaux de France | Wimbledon | Wimbledon | US Open | US Open |
| 2004  | 1er tour (1/32) R. Takemura  | Navrátilová Lisa Raymond | -                        | -                        | -         | -         | -       | -       |
| 2005  | 1er tour (1/32) Hsieh Su-Wei | B. Stewart S. Stosur     | -                        | -                        | -         | -         | -       | -       |

Sous le résultat, la partenaire ; à droite, l’ultime équipe adverse.

## Classements WTA en fin de saison

### En simple
| Année | 1997 | 1998 | 1999 | 2000 | 2001 | 2002 | 2003 | 2004 | 2005 | 2006 | 2007 | 2008 | 2009 | 2010 |
| Rang  | 723  | 508  | 473  | 720  | 531  | 309  | 287  | 276  | 183  | 208  | 227  | 349  | 399  | 892  |

Source : (en) « Classements de Seiko Okamoto », sur le site officiel du WTA Tour

### En double
| Année | 1998 | 1999 | 2000 | 2001 | 2002 | 2003 | 2004 | 2005 | 2006 | 2007 | 2008 | 2009 | 2010 |
| Rang  | 411  | 390  | 510  | 347  | 284  | 290  | 130  | 151  | 176  | 237  | 437  | 373  | 635  |

Source : (en) « Classements de Seiko Okamoto », sur le site officiel du WTA Tour